# Echinocamptus smirnovi
Echinocamptus smirnovi är en kräftdjursart som beskrevs av Borutsky 1931. Echinocamptus smirnovi ingår i släktet Echinocamptus och familjen Canthocamptidae. Inga underarter finns listade i Catalogue of Life.